# ナニュエット
ナニュエット（Nanuet）は、アメリカ合衆国ニューヨーク州のロックランド郡にある国勢調査指定地域（CDP）。人口は1万6708人（2000年）。マンハッタンの北35キロメートル、ニュージャージー州との州境に位置している。ニューヨーク・ステート・スルーウェイが通っている交通の要である。行政上はラマポ町に含まれる。

## 歴史
ニューヨークタイムズによると、この辺りに住んでいたアメリカ先住民が、現在のナニュエット・モール辺りにあった沼を「Nannawitt's Meadow」と呼んだことから、街の名前が付いた。
1841年にニュージャージーから北上して建設されたエリー鉄道が開通し、ナニュエットは発展した。

## 駅
ニュージャージー・トランジットパスカック・バレー線のナニュエット駅がある。